# Necromys lilloi
Necromys lilloi és una espècie de mamífer rosegador de la família dels cricètids. És endèmic de la província argentina de Tucumán. Té una llargada total de 171-189 mm, la cua de 70-77 mm, els peus de 24-26 mm, les orelles de 15-17 mm i un pes de 29-44 g. L'espècie fou anomenada en honor del naturalista argentí Miguel Lillo. Com que fou descoberta fa poc, l'estat de conservació d'aquesta espècie encara no ha estat avaluat formalment.